# Bunchosia punicifolia
Bunchosia punicifolia är en tvåhjärtbladig växtart som beskrevs av Erik Leonard Ekman och Nied.. Bunchosia punicifolia ingår i släktet Bunchosia och familjen Malpighiaceae. Inga underarter finns listade i Catalogue of Life.